# Вільям Гей (автор)
Вільям Елберт Гей (англ. William Elbert Gay, 27 жовтня 1941 – 23 лютого 2012) — американський прозаїк, автор оповідань та розповідей.

## Раннє життя
Гей народився в Хоенвальді, Теннессі. Після закінчення середньої школи Вільям Гей приєднався до військово-морського флоту Сполучених Штатів і служив під час війни у В'єтнамі. Після повернення до Штатів він жив у Нью-Йорку та Чикаго, а потім повернувся до округу Льюїс, штат Теннессі, де жив із 1978 року до своєї смерті.
Попри те, що він писав з п'ятнадцяти років, Гей нічого не публікував до 1998 року, коли два його оповідання були прийняті літературними журналами. До цього Вільям заробляв на життя майстром та маляром.

## Кар'єра
У 1999 році Гей опублікував свій перший роман The Long Home. Поет був визнаний і названий як «справжня річ», новий Ларрі Браун.
Роман отримав Меморіальну премію Джеймса А. Міченера 1999 року і продемонстрував хороші продажі, що призвело до активних торгів за його другий роман. Книга «Провінції ночі» вийшла наприкінці 2000 року і підтвердила талант Гея до оповідання. Вона стала основою незалежного фільму 2010 року «Bloodworth». У 2002 році Гей випустив збірку оповідань «I Hate to See That Evening Sun Go Down», а у 2006 році з'явився його третій роман «Сутінки». Ця історія про дивного гроваря, який наймає вбивцю для усунення допитливого підлітка, робить «Сутінки» найпростішим південно-готичним романом Гея.
Історії Гея були багато антологізовані, і, окрім своїх художніх творів, Гей часто публікував есе про музику для таких журналів, як Paste та Oxford American.

### Втрачені роботи
У 2015 році було оголошено про знаходження двох втрачених романів, які планували опублікувати: «Смерть молодшої сестрички» вийшла восени 2015 року, а «Загублена країна» — наприкінці 2016 року. У червні 2017 року роман «Каменера» випустило видавництво Anomolaic Press. 30 червня 2021 року роман «Втікачі серця» був опублікований видавництвом Livingston Press. 17 липня 2022 року Dzanc Books випустило останню книгу з архіву Вільяма Гея «Історії з горища».

## Теми
Дія романів Гея майже завжди відбувається в сільській місцевості Півдня в 1940-х і 50-х роках. Це надає їм старомодної автентичності, нагадуючи атмосферу творів Вільяма Фолкнера та Фланнері О'Коннор. Південь, описаний Геєм, такий же похмурий і бідний, як в Ерскіна Колдвелла чи О'Коннор. Романи Гея часто мають форму історій про дорослішання. У його трьох романах зображені молоді ідеалісти, які стають чоловіками через низку насильницьких зіткнень, де їм доводиться приймати складні моральні рішення, щоб протистояти злу. Ще одна повторювана тема в його творчості — захоплення «простими людьми», такими як теслі та контрабандисти, які часто є родичами молодих людей, що досягають повноліття. Крім того, у «Провінціях ночі» порушується ще одна важлива проблема Верхнього Півдня того часу — заперечення приватної власності на будівництво нової дамби адміністрацією долини Теннессі.

## Смерть
Гей помер 23 лютого 2012 року, імовірно, від серцевого нападу. Йому було 70.

## Праці
- 1999: Довгий дім – (MacMurray & Beck).
- 2000: Провінції ночі – (Подвійний день).
- 2002: Я ненавиджу бачити, що вечірнє сонце заходить – (Вільна преса).
- 2006: Лоліта Вітгенштейна/Крижана людина: оповідання Вільяма Гея – (Wild Dog Press).
  - Ця маленька збірка також містить післямову Дж. М. Уайта, яка містить найточнішу біографічну інформацію про Гея, доступну на сьогодні.
- 2006: Сутінки – (МакАдам/Кейдж).
- 2010: Відпрацьованого часу вже не буде: зібрання прози – (Wild Dog Press).
- 2015: Смерть молодшої сестрички – опубліковано посмертно – (Книги Dzanc).
- 2018: Stoneburner – опубліковано посмертно – (Anomolaic Press).
- 2018: Загублена країна – опубліковано посмертно – (Книги Dzanc).
- 2021: Втікачі серця – опубліковано посмертно – (Livingston Press).
- 2022: Історії з горища – опубліковано посмертно – (Книги Dzanc).

## Екранізація фільму«Довгий дім».
6 квітня 2015 року було оголошено, що Джеймс Франко стане режисером, продюсером — через Rabbit Bandini Productions — і зіграє головну роль в екранізації фільму «Довгий дім». Джош Хатчерсон був офіційно обраний на головну роль, Натан Вінер 1 травня 2015 року. Тім Блейк Нельсон також був офіційно обраний 1 травня 2015 року. Фільм був завершений і спочатку був запланований до виходу в прокат у 2017 році, але досі не був випущений у будь-якій формі станом на  2024